# L’Albagés
L’Albagés település Spanyolországban, Lleida tartományban. L’Albagés Castelldans, Cervià de les Garrigues, Juncosa, El Soleràs és El Cogul községekkel határos. Lakosainak száma 344 fő (2024).

## Népesség
A település népessége az utóbbi években az alábbiak szerint változott:
| Lakosok száma | 18   | 746  | 799  | 616  | 591  | 502  | 476  | 419  | 369  | 344  |
|               | 1717 | 1887 | 1936 | 1960 | 1986 | 2004 | 2009 | 2014 | 2019 | 2024 |